# Parapercis sexlorata
Parapercis sexlorata är en fiskart som beskrevs av Johnson 2006. Parapercis sexlorata ingår i släktet Parapercis och familjen Pinguipedidae. Inga underarter finns listade i Catalogue of Life.